# Kalinówka (Zawiercie)
Kalinówka – część miasta Zawiercie, włączona do niego od 1 lutego 1977, nie związana urbanistycznie z centrum miasta. Rozpościera się wzdłuż ulicy Warzywnej na wschodnich rubieżach miasta. Wchodzi w skład dzielnicy Żerkowice.